# Песник-дипломата
Песници-дипломати су песници који су били и службеници или представници својих држава као дипломате или део дипломатског кора. Најпознатији песници-дипломати су можда Џефри Чосер и Томас Вајат; у категорији су и добитници Нобелове награде за књижевност: Иво Андрић, Габријела Мистрал, Сен Џон Перс, Мигел Анхел Астуријас, Пабло Неруда, Џорџ Сеферис, Чеслав Милош и Октавио Паз. Савремени песници-дипломати су Абхаи К, Индран Амиртанајагам, Кофи Авунор, Филип Макдона и други.

## Преглед
Абаj Кумар је написао: „Изгледа да постоји веза између поезије и дипломатије јер је неколико дипломата током векова бриљовало у поезији“. Он даље додаје: „Дипломатија је сложена уметност која укључује мешање политичке оштроумности, културне финоће, језичких способности и вештина разговора како би се овладало снагом убеђивања. Дипломатија се углавном води у кратким реченицама које откривају колико [ сиц ] крију. Поезија се не разликује“ Он додаје да поезија и дипломатија деле неколико атрибута као што су двосмисленост и краткоћа у изразима, одвојено руковање темом, између осталог.
Алдо Матеучи је написао: „Многе дипломате су користиле поезију у свом дипломатском раду: умотавање речи у свилу је посао дипломате. Дипломата може лаж претворити у „конструктивну двосмисленост“ – што је начин дефинисања поезије. Неки песници су били дипломате – Неруда, Клодел, Свети Џон Перс. То је професионална опасност: стимулативно место, заштићено постојање – и способност да се парафразира непознато. Мало дипломата ће признати да користи поезију као стратегију преживљавања“.
Камел С. Абу Џабер је написао: „Језик дипломатије, често попут поезије, има способност да помери људе из расположења у расположење“.
Стефано Балди и Пасквале Балдочи написали су у својој књизи Кроз дипломатско огледало : „Објављивање поезије дипломата изгледа више инспирисано унутрашњом потребом да се слободно изразимо него жељом да поделимо осећања и осећања настала током каријере. Само стихови са својом одвојеношћу од стварности могу представљати бекство од хладноће и бирократског стила који струка често намеће“.
Бразил је постхумно доделио чин амбасадора свом песнику-дипломати Виницијусу де Мораесу, препознајући његов песнички таленат 
Руске дипломате често интересује поезија. „Песници и дипломате користе исте градивне блокове: идеју и реч“, рекао је Владимир Казимиров.
„Поезија и дипломатија се ослањају на алхемију парадокса. Ми мешамо страх и наду, моћ и слабост, љубав и мржњу да бисмо пронашли излаз из немогућег“, рекао је Доминик де Вилпен, француски министар спољних послова и песник који је објављен у јулу 2002.
У српском народу познати песници-дипломате били су Јован Дучић и Милан Ракић.
 

## Песници-дипломате
Ови песници су такође служили као амбасадори својих земаља:
- Томас Вајат: Био је амбасадор у служби Хенрија VIII
- Пабло Неруда: Служио је као амбасадор Чилеа у Француској од 1970-1972.
- Октавио Паз: Служио је као амбасадор Мексика у Индији од 1962-1968.
- Јоргос Сеферис: Служио је као амбасадор Грчке у Великој Британији од 1957-1962.
- Сен-Џон Перс: Добио је чин амбасадора Француске 1950. године, али није служио као амбасадор ни у једној земљи.
- Абхај К: Он је 21. амбасадор Индије на Мадагаскару са истовременом акредитацијом на Коморима.
- Амарендра Кхатуа: Био је индијски амбасадор и високи комесар у Аргентини, Уругвају, Парагвају, Обали Слоноваче, Сијера Леонеу, Гвинеји и Либерији.
- Дора Васконцелос: Служила је као бразилски амбасадор у Тринидаду и Тобагу од 1970. до своје смрти.